# Armonia Brăila
Armonia Center a fost un centru comercial în Brăila, România, inaugurat în toamna anului 2008, de firma Red Project Three, o companie fondată de omul de afaceri Andrew Stear și fondurile de investiții Warburg Pincus și GED. Centrul a implicat o investiție de 45 milioane euro și are o suprafață închiriabilă de 29.000 metri pătrați, principalele ancore fiind  Carrefour si Flanco.
A fost închis în vara anului 2009, după 9 luni de la deschidere, fiind primul mall închis de pe piața locală. În decembrie 2011 a intrat în faliment.
În anul 2017, fostul centru comercial a fost cumpărat de către compania chinezească "Glorious Lightning", contra sumei de 6,5 milioane de euro, în vederea reconversiei spațiului într-o fabrică de corpuri de iluminat. Fabrica a fost inaugurată în anul 2019, în urma unei investiții de 17 milioane de euro.